# 青年莎士比亞
《青年莎士比亞》是美國2017年7月10日由特納電視網正式開播的原創古裝電視劇。該劇以莎士比亞的早期劇作家生涯為題材展開。

## 劇情
這個狂野的故事，由年輕的威廉·莎士比亞（Laurie Davidson 飾）來到倫敦的朋克搖滾劇場而展開。16世紀的倫敦是一個充滿誘惑和暴力的世界，威廉在這裡遇上不同的人；暴徒、宗教狂熱分子和喧鬧的觀眾。本劇以更貼近日常生活的風格呈現莎士比亞，配合現代音樂，呈現出他的魯莽、誘人的魅力和輝煌。

## 演員
| 演員                    | 角色                                   |
| ----------------------- | -------------------------------------- |
| Laurie Davidson (actor) | 威廉·莎士比亞（William Shakespeare）   |
| 奥利维亚·德容格         | Alice Burbage                          |
| Mattias Inwood          | Richard Burbage                        |
| 傑米·坎貝爾·鮑爾        | 克里斯多福·馬洛（Christopher Marlowe） |
| 艾文·布萊納             | Topcliffe                              |
| Colm J. Meaney          | James Burbage                          |

## 外部連結
- 官方網站 （页面存档备份，存于）
- 互联网电影数据库（IMDb）上《青年莎士比亞》的资料（英文）